# Wahlkreis Hainichen
Der Wahlkreis Hainichen war ein Landtagswahlkreis zur Landtagswahl in Sachsen 1990, der ersten Landtagswahl nach der Wiedergründung des Landes Sachsen. Er hatte die Wahlkreisnummer 58. Für die Landtagswahlen 1994 wurde auch infolge der Kreisreform die Wahlkreisstruktur verändert, zudem wurde die Zahl der Wahlkreise von 80 auf 60 verringert. Das Gebiet des Wahlkreises Hainichen wurde bis auf eine Gemeinde Teil des Wahlkreises Mittweida 1. Die 1990 noch eigenständige Gemeinde Beerwalde gehörte 1994 durch Eingemeindung zum Wahlkreis Mittweida 2.
Der Wahlkreis umfasste folgende Gemeinden und Städte des Landkreises Hainichen: Altmittweida, 	
Arnsdorf, Beerwalde, Berbersdorf, Bockendorf, Böhrigen, Cunnersdorf, Dittersbach, Dittersdorf, Ehrenberg, Erlebach, Etzdorf, Eulendorf, Frankenberg, Gersdorf, Goßberg, Greifendorf, Grünlichtenberg, Hainichen, Hermsdorf b. Mittweida, Höckendorf, Höfchen, Irbersdorf, Kriebethal, Krumbach, Langenstriegis, Lauenhain, Marbach, Mittweida, Mobendorf, Moosheim, Naundorf, Ottendorf, Pappendorf, Reichenbach, Riechberg, Ringethal, Rossau, Sachsenburg, Schlegel, Schönborn-Dreiwerden, Seifersbach, Tanneberg

## Ergebnisse
Die Landtagswahl 1990 fand am 14. Oktober 1990 statt und hatte folgendes Ergebnis für den Wahlkreis Hainichen:
| Direktkandidat    | Partei (Kürzel) | Erststimmen (%) | Zweitstimmen (%) |
| ----------------- | --------------- | --------------- | ---------------- |
|                   | DA              | -               | 00,6             |
| Christoph Richter | CDU             | 57,2            | 57,6             |
|                   | Chr. L          | -               | 00,5             |
|                   | DBU             | -               | 00,4             |
|                   | DSU             | 06,5            | 04,9             |
|                   | F.D.P.          | 05,9            | 05,2             |
|                   | LL-PDS          | 09,8            | 08,7             |
|                   | NPD             | -               | 00,7             |
|                   | FORUM           | 05,2            | 04,0             |
|                   | RAP             | -               | 00,1             |
|                   | SHB             | -               | 00,1             |
|                   | SPD             | 15,3            | 17,3             |

Es waren 48.965 Personen wahlberechtigt. Die Wahlbeteiligung lag bei 74,8 %. Von den abgegebenen Stimmen waren 2,8 % ungültig. Als Direktkandidat gewählt wurde Christoph Richter (CDU). Er erreichte 57,2 % aller gültigen Stimmen.